# Окьяр, Али Фетхи
Али Фетхи Окьяр (тур. Ali Fethi Okyar; 29 апреля 1880, Прилеп, вилайет Монастир, Османская империя — 7 мая 1943, Стамбул, Турция; до 1934 года: Али Фетхи-бей) — турецкий государственный деятель и дипломат, который также служил как военный офицер и дипломат в течение последнего десятилетия существования Османской империи. Он также был четвёртым премьер-министром Турции в 1923 и 1924—1925 годах и вторым председателем турецкого парламента после Мустафы Кемаля.

## Биография
Али Фетхи родился в черкесской или албанской семье. В 1898 году поступил в Военную академию в Салониках, из которой был выпущен в 1900 году пехотным поручиком. В 1904 году произведён в капитаны и распределён в состав 3-й армии, со штабом в Салониках. В 1908 году, в чине майора, назначен комендантом Жандармской школы в Салониках. В 1909 году назначен военным атташе во Франции. В 1911 году направлен в Шкодер. В октябре 1911 года, совместно с Энвер-пашой и Кемаль-пашой, участвовал в обороне Триполи, в ходе войны с Италией.
В 1913 году Али Фетхи присоединился к комитету Единение и прогресс (ве тераккии джемийети) и был избран Генеральным секретарем комитета. В том же году был назначен послом в Болгарии, а военным атташе дипломатической миссии в Болгарии являлся Мустафа Кемаль.
В октябре 1922 года был назначен министром внутренних дел Турции.
В 1922-1923 и 1924—1925 годах — премьер-министр Турции. Совмещал эту должность с постом министра национальной обороны страны (1924—1925).
В промежутке между этими назначениями являлся председателем Великого национального собрания.
В 1925—1930 годах являлся послом Турции во Франции. Он попросил Ататюрка, во время встречи в Ялова, разрешить учредить оппозиционную Либеральную республиканскую партию, с тем чтобы создать традицию многопартийной демократии в Турции. Однако когда правительство заметило поддержку этой оппозиционной партии среди исламистов и противников реформ Ататюрка, она была объявлена незаконной и закрыта, ситуация аналогична Прогрессивно-республиканской партии, просуществовавшей несколько месяцев в 1924 году.
Когда в 1934 г. Великое национальное собрание Турции приняло закон о введении фамилий, Али Фетхи, по просьбе президента Ататюрка, взял себе фамилию Окьяр.
В 1939—1941 годах занимал пост министра юстиции.

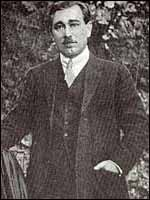
Али Фетхи в молодости
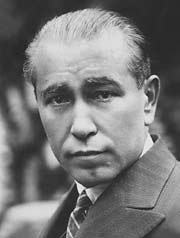
Окьяр в 1930-е годы
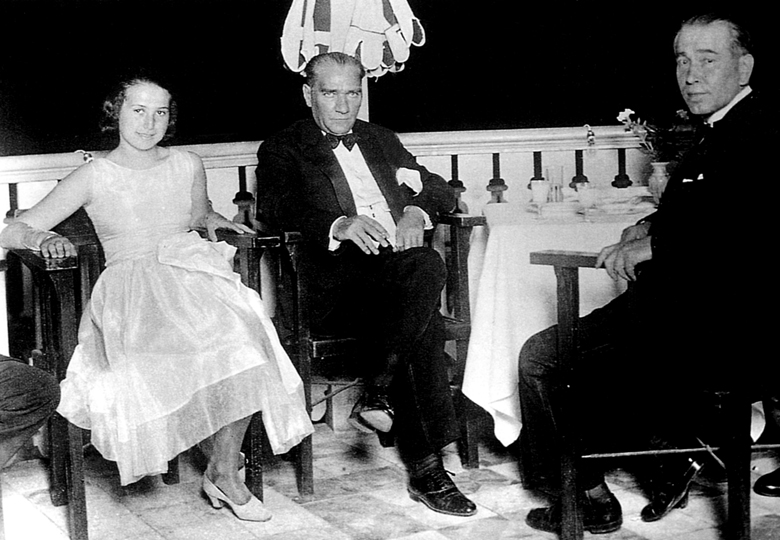
Ататюрк и Окьяр, Август 1930